# 青野玄
青野 玄（あおの たかし、1980年4月8日 - ）は、日本の実業家。株式会社エスエルディー創業者・元代表取締役社長。

## 人物・来歴
福岡県生まれ。ラ・サール中学校・高等学校を経て、2003年横浜国立大学教育人間科学部マルチメディア文化学科卒業、音楽プロダクションのジールワールドワイドジャパン入社。2004年エスエルディー設立、同社代表取締役CEO就任。カフェ・ダイニングの展開を進め、2015年にはジャスダックに上場を果たした。同年エスエルディー代表取締役社長。2017年には公開買付けを実施した取引先のDDホールディングスにエスエルディーを売却し、2018年にはエスエルディーの取締役を退任した。